# Jorge García Castaño
Jorge García Castaño (San Sebastián, 5 de julio de 1977) es un sociólogo y político español, diputado de la vi y vii legislaturas de la Asamblea de Madrid por Izquierda Unida, y concejal del Ayuntamiento de Madrid desde 2011 por Izquierda Unida, Ahora Madrid y Más Madrid. Ejerció de delegado del área de gobierno municipal de Economía y Hacienda del Ayuntamiento de Madrid entre 2017 y 2019.

## Biografía
Nacido en la ciudad guipuzcoana de San Sebastián el 5 de julio de 1977, estudió en la Universidad Complutense de Madrid, donde obtuvo la licenciatura en Sociología, y donde llegó a ser miembro de su junta de Gobierno. Elegido en las elecciones a la Asamblea de Madrid de mayo y octubre de 2003 en las listas de Izquierda Unida (IU), fue diputado en la cámara autonómica en su vi y vii legislaturas. Entre 2007-2009 fue asesor en el Ayuntamiento de Toledo. Resultó elegido concejal del Ayuntamiento de Madrid por IU en las elecciones municipales de mayo de 2011 para el período 2011-2015, y formó parte de la Comisión de Economía y Hacienda del pleno. Renunció a su acta de edil en enero de 2015, y se unió a Convocatoria por Madrid, junto con otros disidentes de IUCM. Elegido de nuevo concejal en las elecciones de mayo de 2015, esta vez dentro de las listas de Ahora Madrid, se convirtió en concejal presidente al frente de las juntas municipales de los distritos Centro y Chamberí.
En lo relativo a su gestión de los distritos Centro y Chamberí, persiguió el objetivo de reducir la circulación de vehículos privados, así como evitar la proliferación de terrazas que incumplían las ordenanzas municipales. Encontró una fuerte oposición vecinal a la iniciativa de peatonalización de la calle de Galileo, hasta el punto de que el plan tuvo que ser revertido. En diciembre de 2017, tras el cese de Carlos Sánchez Mato, sustituyó a este al frente del Área de Gobierno de Economía y Hacienda del consistorio.
En las elecciones municipales de 2019 volvió a formar parte de la candidatura liderada por Manuela Carmena, en esta ocasión Más Madrid, obteniendo nuevamente el acta de concejal, en esta ocasión, en la oposición.